# Cerf (ruisseau)
Pour les articles homonymes, voir Cerf (homonymie).
Le Cerf est un ruisseau français du département de la Dordogne, affluent de l’Isle et sous-affluent de la Dordogne. La graphie française Cerf est une altération de l'occitan Sern, du fait notamment de la non-prononciation des consonnes finales.

## Géographie

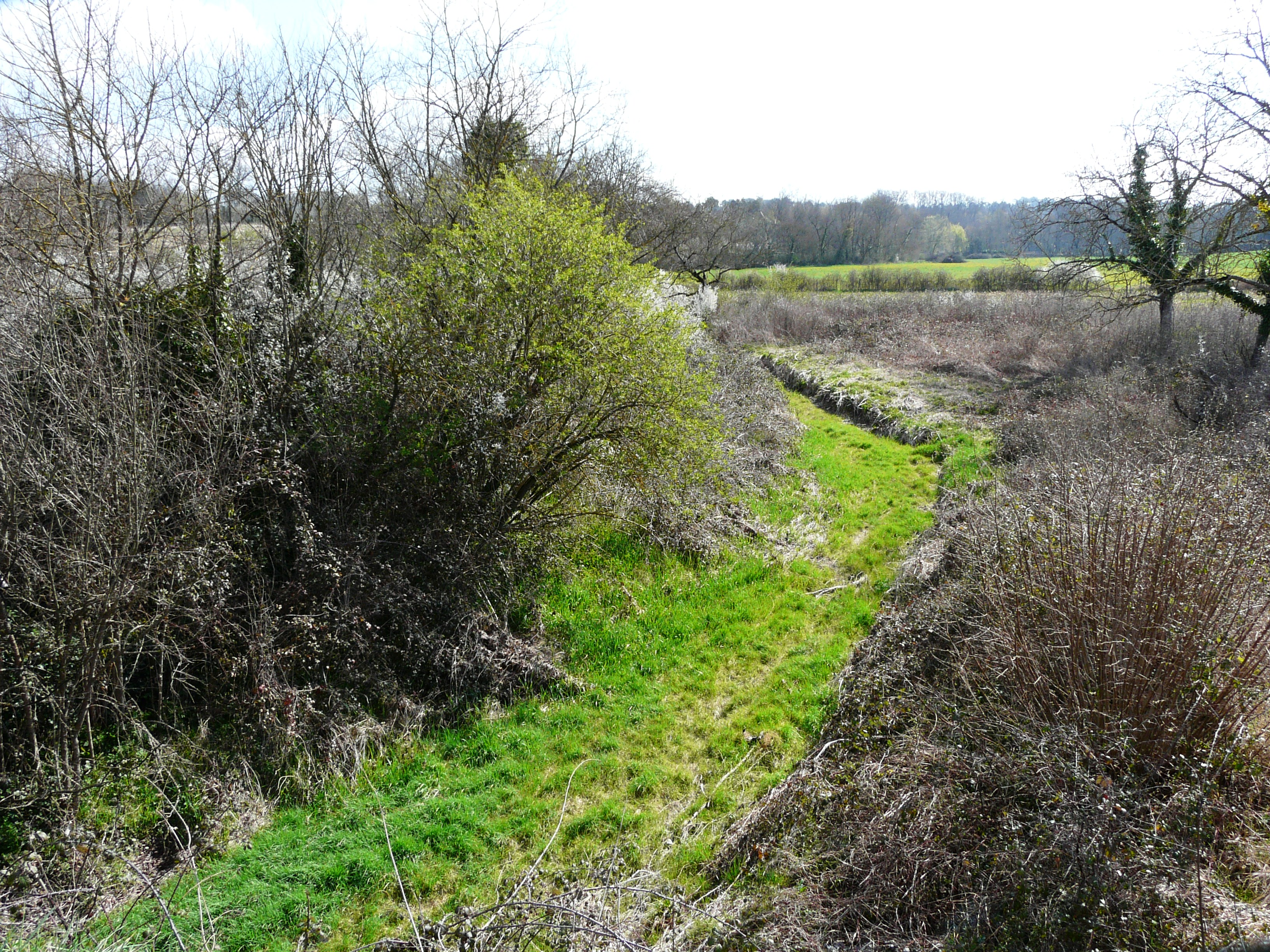
Le lit asséché du Cerf en amont de la RD 6089 à Razac-sur-l'Isle.

Il prend sa source vers 170 mètres d'altitude, sur la commune d'Atur, un kilomètre au sud-est du bourg, en bordure de l'autoroute A89 qu'il va longer sur neuf kilomètres.
Il traverse Razac-sur-l'Isle puis, un kilomètre plus au nord-ouest, rejoint l’Isle en rive gauche.
La plupart du temps, son lit reste asséché. Cependant, lors de précipitations intenses ou peu après, son lit redevient pour quelques jours ou quelques heures, un véritable cours d'eau. De même, lors de crues importantes de l'Isle, l'eau de celle-ci peut remonter le long du lit du Cerf.

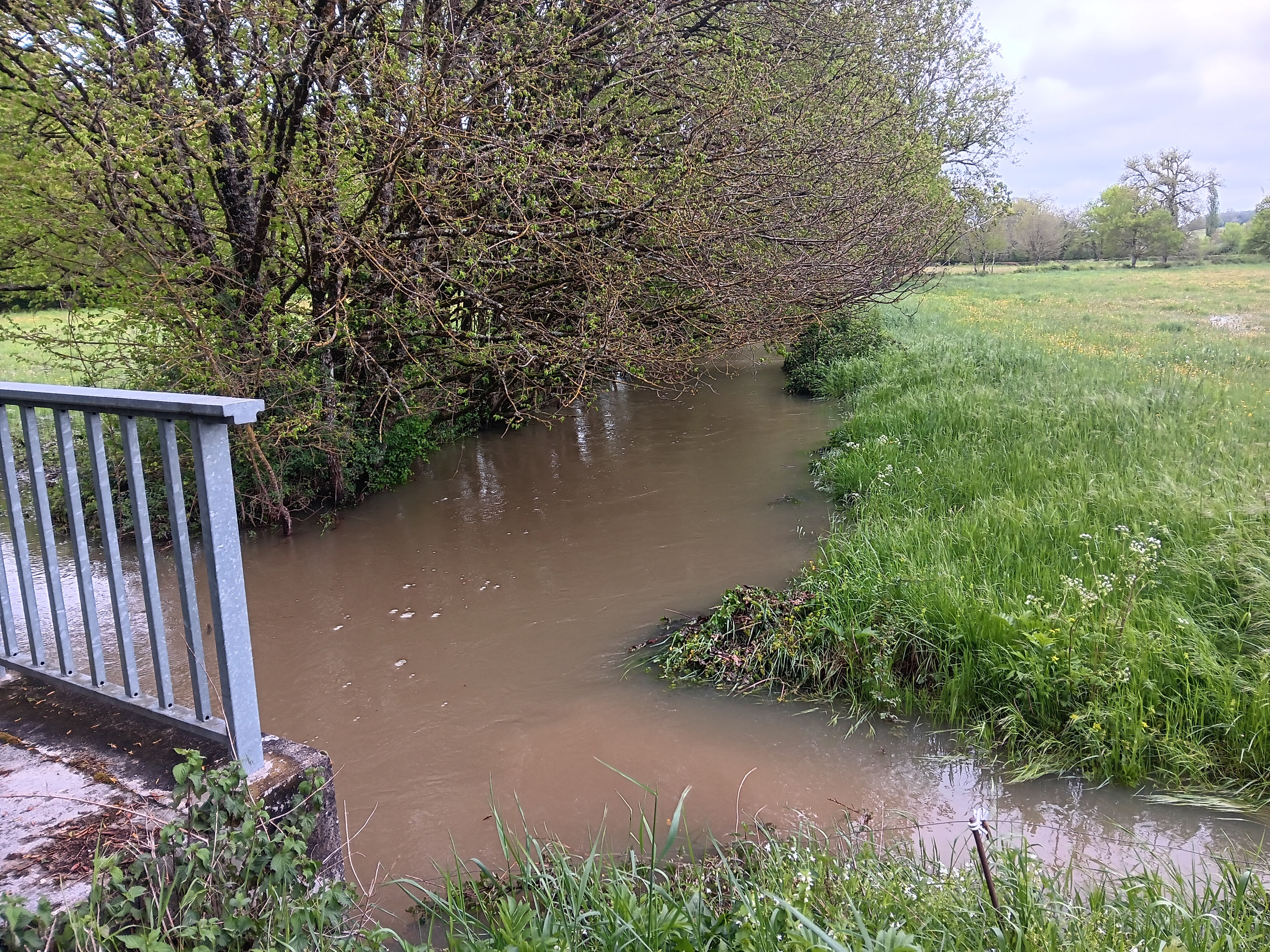
Le Cerf en crue sur la commune de Razac-sur-l'Isle.

Sa longueur est de 15,4 km et il n'a aucun affluent répertorié.

## Communes et cantons traversés
À l'intérieur du département de la Dordogne, le Cerf arrose cinq communes réparties sur trois cantons :
- Canton de Saint-Pierre-de-Chignac
  - Atur (source)
  - Notre-Dame-de-Sanilhac
- Canton de Périgueux-Ouest
  - Coulounieix-Chamiers
- Canton de Saint-Astier
  - Coursac
  - Razac-sur-l'Isle (confluence)